# Paraphysobates natalensis
Paraphysobates natalensis är en kvalsterart som först beskrevs av Engelbrecht 1986.  Paraphysobates natalensis ingår i släktet Paraphysobates och familjen Tegoribatidae. Inga underarter finns listade i Catalogue of Life.